# Dynamic Kernel Module Support
Dynamic Kernel Module Support (Динамічна підтримка модулів ядра) — це програма/фреймворк, яка включає генерування модулів ядра Лінукс, чиї вихідні коди розміщенні за межами вихідного дерева ядра. Концепція полягає в автоматичній перебудові, коли нове ядро встановлено. Часто її скорочено називають DKMS.
Найважливішою особливістю DKMS є те, що вона автоматично перекомпільовує всі DKMS модулі, якщо нова версія ядра встановлена. Це дозволяє стороннім драйверам та пристроям, які не входять в основу ядра, продовжувати роботу після оновлення Лінукс ядра.
Іншою перевагою є те, що DKMS дозволяє встановлювати нові драйвери на існуючу систему, яка працює на довільній версії ядра, без потреби ручної компіляції чи перекомпіляції пакетів, які постачаються виробником.
DKMS було написано командою лінукс інженерів у Dell в 2003. Багато дистрибутивів, таких як  Ubuntu, Debian, Fedora, SuSE, включають її. DKMS є вільним програмним забезпеченням, яке розповсюджується під GNU General Public License (GPL) версії 2 чи новіше. 
DKMS підтримує як .rpm, так і .deb формати пакетів з коробки.